# Noël Koumba Koussey
Noël Koumba Koussey est un diplomate et une personnalité politique béninois.

## Biographie

### Parcours politique
Opposant au régime de Kérékou, il a pris part aux luttes pour la démocratie multipartite au Bénin. En 1990, il est membre du bureau politique du Parti communiste du Dahomey (à partir de 1993, du Parti communiste du Bénin PCB). Lors des élections générales de 1995, il est élu comme représentant du PCB et occupe le poste de député à l'Assemblée nationale d'avril 1995 à avril 1999.

### Parcours en diplomatie
Il a été ambassadeur au Niger, avec compétence supplémentaire pour le Mali et le Burkina Faso, jusqu'en août 2020,.